# Chinezen in Myanmar
Chinezen in Myanmar of Chinese Birmezen zijn in aantal eigenlijk veel groter dan de tellingen van Myanmar, want vele Chinese Birmezen zeggen tegen de staat dat ze Bamar zijn, om discriminatie van Birmezen te voorkomen. De Chinese Birmezen domineren de Birmese economie en op politiek gebied houden zij zich afwezig. De meeste Chinezen wonen in Yangon, Yangon Chinatown, Mandalay, Taunggyi en Bago. Dertig tot veertig procent van de Mandalaynezen is etnisch Han-Chinees.

## Subgroepen
In Birma zijn sommige Chinezen moslim en noemen zichzelf Panthay. De non-islamitische Chinezen onderscheiden zich in jiaxiang. De Kantonezen en de Minnanners vormen 45% van de Chinese Birmezen. De rest is Hakka of oorspronkelijk afkomstig uit de Chinese provincie Yunnan. De Chinezen in de Speciale Regio Kokang noemen zichzelf Kokang.

## Top tien Chinese achternamen in Yangon
1. Li (李)
2. Peng (彭)
3. Shi (時)
4. Dong (董)
5. Min (閔)
6. Niu (牛)
7. Bian (邊)
8. Xin (辛)
9. Guan (關)
10. Tsui/Hsu(徐)